# Ourapteryx rhabota
Ourapteryx rhabota är en fjärilsart som beskrevs av Reginald James West 1929.
Ourapteryx rhabota ingår i släktet Ourapteryx och familjen mätare. Inga underarter finns listade i Catalogue of Life.